# Manabu Saito
Manabu Saito (Kawasaki, 4. travnja 1990.) je japanski nogometaš.

## Klupska karijera
Igrao je za Yokohama F. Marinos i Ehime FC.

## Reprezentativna karijera
Za japansku reprezentaciju igrao je od 2013. do 2014. godine, te je za nju odigrao 5 utakmica postigavši 1 pogodak.
S japanskom reprezentacijom, Manabu Saito je igrao na jednom svjetskom prvenstvu (2014.).

## Statistika
| Japan  | Japan | Japan |
| Godina | Nas.  | Gol.  |
| ------ | ----- | ----- |
| 2013.  | 3     | 1     |
| 2014.  | 2     | 0     |
| Ukupno | 5     | 1     |

## Vanjske poveznice
- National Football Teams
- Japan National Football Team Database